# 大埔舊墟天后宮

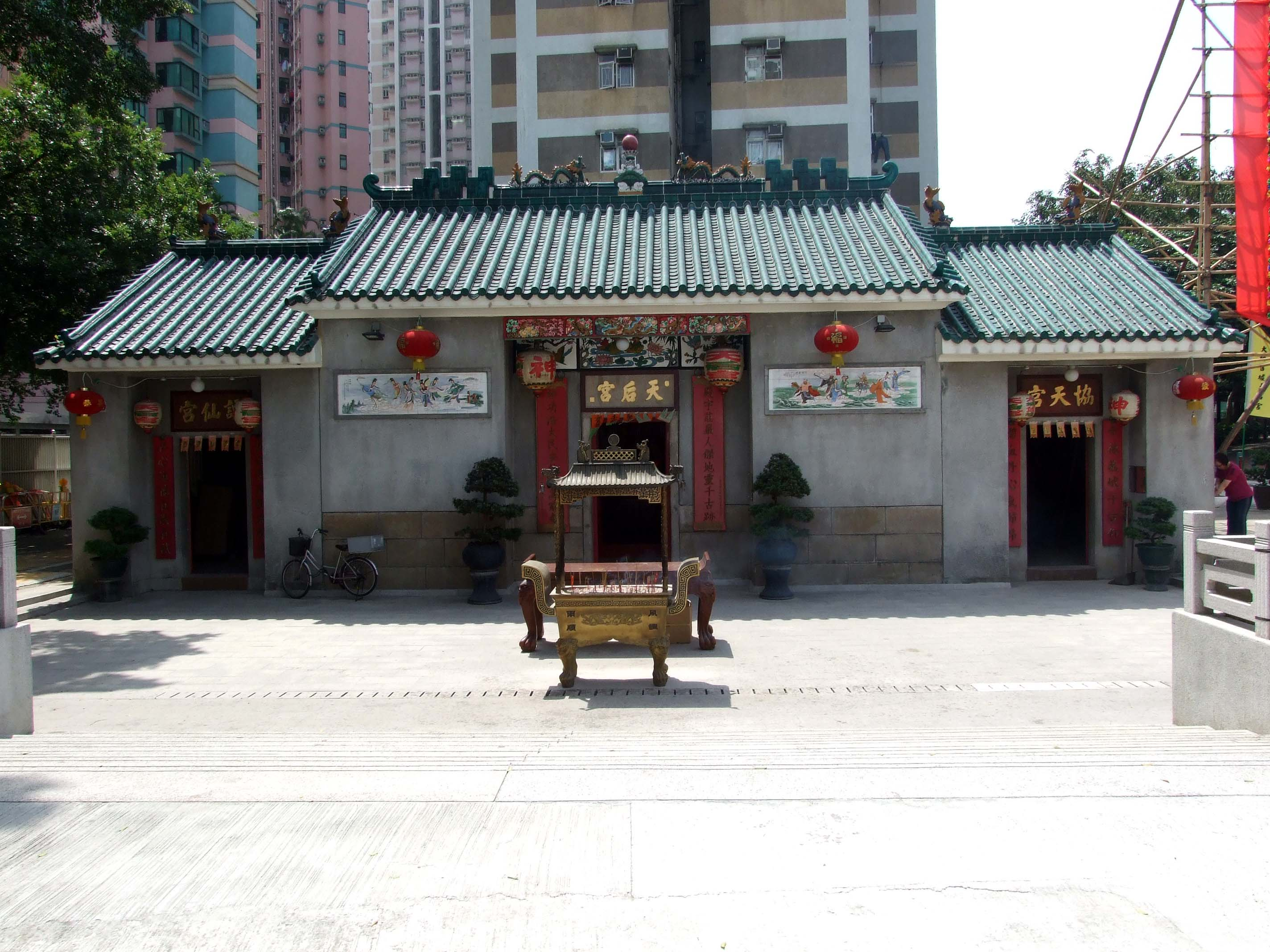
大埔舊墟天后廟

大埔舊墟天后宮是香港的一座天后廟，主祀海神天后，位於新界大埔舊墟汀角路，是包括大埔頭、南坑、新圍仔的「聯益鄉」的祭祀中心，為香港歷史最悠久的天后廟之一。每逢農曆三月廿三日天后誕前後，大埔舊墟天后宮都有大規模的演劇活動，過往每年都辦演劇賀誕活動，近年因粵劇逐漸式微改為三年舉辦一次，表演及巡游場地設於對面的「風水廣場」。大埔墟天后宮在1981年被列作二級歷史建築，2010年1月22日改列為香港三級歷史建築。

## 歷史及結構
大埔舊墟天后宮建於清朝康熙三十年（1691年），由李氏族人興建。當年原處海濱，因歷年填海擴地，現今已坐立於大埔市中心。天后廟旁的偏殿分祀有「譚仙宮」及「協天宮」。而廟內仍保存立廟所鐫的銅鐘，以及歷次修建時所題刻的匾聯及碑記。

## 重光慶典
2009年（己丑年）是大埔舊墟天后宮有紀錄可證的第六次重修，重光日適逢天后寶誕吉日，天后宮舉辦一系列重光慶典活動，內容包括：祈福息災法會、賀誕演劇、賀誕飄色巡遊、重修重光揭幕典禮及慶典頒獎禮等。重修重光揭幕慶典邀請行政會議成員劉皇發、立法會議員張學明和大埔區民政專員潘太平主禮。

## 外部連結
- 大埔區文物徑簡介[永久]
- 華人廟宇委員會：大埔舊墟天后宮 （页面存档备份，存于）